# ليا ماريا أغيار
ليا ماريا أغيار هي مليارديرية برازيلية. ابنة أمادور أغيار والأخت التوأم لـ لينا ماريا أغيار، تمتلك ليا 1.8٪ من أسهم بانكو براديسكو وأسهم برادسبار. قدرت ثروتها الصافية بـ 1.32 مليار دولار في سبتمبر 2017.
صرحت ليا بالفعل علنًا بأنها ليس لديها أطفال وأنها قررت التبرع بجميع أصولها للمؤسسة التي تحمل اسمها.